# 승평 김씨
승평 김씨(昇平金氏)는 전라남도 순천시를 본관으로 하는 한국의 성씨이다.
시조 김윤인(金允仁)은 순천 김씨의 시조 김총(金摠)의 19세손으로 전해진다.

## 참고 자료
- “승평김씨(昇平金氏)”. 뿌리를 찾아서.[깨진 링크(과거 내용 찾기)]